# Lavorare uccide
Lavorare uccide è un libro dello scrittore italiano Marco Rovelli pubblicato nel 2008.

## Contenuti
In questo libro l'autore narra, in forma di racconto, le storie riguardanti gli omicidi bianchi, le morti nei luoghi di lavoro, raccogliendo testimonianze dai parenti delle vittime, dai compagni di lavoro, dai sindacalisti che si sono occupati dei vari casi. 
I racconti raccolgono una serie impressionante di testimonianze in molti e diversi luoghi dell'Italia, testimoniando sostanzialmente come le cause principali delle morti nei luoghi di lavoro sono da addebitarsi alla mancanza di elementi basilari di sicurezza, spesso mancante per facilitare la produzione.

## Premi e riconoscimenti
Il libro ha ricevuto nel 2008 il premio letterario Pozzale - Luigi Russo di Empoli, 56ª edizione.

## Edizioni
- Marco Rovelli, Lavorare uccide, collana BUR - Futuropassato, Rizzoli, 2008,  p. 246, ISBN 978-88-17-02222-4.